# Chaetomitrium werneri
Chaetomitrium werneri là một loài Rêu trong họ Hookeriaceae. Loài này được Herzog mô tả khoa học đầu tiên năm 1916.